# سیستم چندرسانه‌ای ایکس
سیستم چندرسانه‌ای ایکس یا XMMS (مخفف X Multimedia System) نرم‌افزار آزاد پخش کنندهٔ صوتی و بسیار شبیه وین‌امپ می‌باشد. این نرم‌افزار روی اکثر سیستم‌های شبه یونیکس قابل اجراست.

## امکانات
XMMS می‌تواند به کمک افزونهها قالب‌های زیادی از فایل‌های صوتی و تصویری را پخش کند:
- سی دی صوتی
- MPEG Layer ۱٬۲ و۳ (همان ام پی تری)، با استفاده از کتاب‌خانه mpg۱۲۳
- Vorbis
- WAV
- TTA با استفاده از افزونه
- WavPack با استفاده از با استفاده از افزونه
- speex با کیفیت بالا و با استفاده از افزونه
- FLAC پشتیبانی با استفاده از یک افزونه در کتاب‌خانه FLAC
- AAC با استفاده از کتاب‌خانه faad۲
- WMA پشتیبانی محدود با استفاده از افزونه.